# Llista d'ocells de l'illa de Montserrat
Aquesta llista d'ocells de l'illa de Montserrat inclou totes les espècies d'ocells trobats a l'illa de Montserrat: 110, de les quals una és un endemisme i dues es troben amenaçades d'extinció.
Els ocells s'ordenen per ordre i família.

## Podicipediformes

### Podicipedidae
- Podilymbus podiceps

## Procellariiformes

### Procellariidae
- Puffinus lherminieri

## Pelecaniformes

### Phaethontidae
- Phaethon aethereus
- Phaethon lepturus

### Pelecanidae
- Pelecanus occidentalis

### Sulidae
- Sula sula
- Sula leucogaster

### Fregatidae
- Fregata magnificens

## Ciconiiformes

### Ardeidae
- Ardea cinerea
- Ardea herodias
- Ardea alba
- Egretta rufescens
- Egretta caerulea
- Egretta thula
- Bubulcus ibis
- Butorides virescens
- Nyctanassa violacea
- Botaurus lentiginosus

### Threskiornithidae
- Plegadis falcinellus

## Anseriformes

### Anatidae
- Dendrocygna bicolor
- Anas carolinensis
- Anas acuta
- Anas discors
- Anas clypeata

## Falconiformes

### Pandionidae
- Pandion haliaetus

### Accipitridae
- Circus cyaneus
- Buteo jamaicensis

### Falconidae
- Falco sparverius
- Falco columbarius
- Falco peregrinus

## Gruiformes

### Rallidae
- Porzana carolina
- Porphyrio martinica
- Gallinula chloropus
- Fulica caribaea

## Charadriiformes

### Recurvirostridae
- Himantopus mexicanus

### Charadriidae
- Pluvialis dominica
- Pluvialis squatarola
- Charadrius semipalmatus
- Charadrius wilsonia
- Charadrius alexandrinus
- Charadrius vociferus

### Scolopacidae
- Gallinago delicata
- Limnodromus griseus
- Numenius phaeopus
- Bartramia longicauda
- Actitis macularius
- Tringa solitaria
- Tringa melanoleuca
- Tringa semipalmata
- Tringa flavipes
- Arenaria interpres
- Calidris canutus
- Calidris alba
- Calidris pusilla
- Calidris minutilla
- Calidris fuscicollis
- Calidris melanotos
- Philomachus pugnax

### Laridae
- Larus atricilla

### Sternidae
- Anous stolidus
- Onychoprion anaethetus
- Sterna hirundo
- Sterna forsteri
- Thalasseus maximus

## Columbiformes

### Columbidae
- Columba livia
- Patagioenas squamosa
- Streptopelia decaocto
- Zenaida aurita
- Columbina passerina
- Geotrygon mystacea

## Cuculiformes

### Cuculidae
- Coccyzus americanus
- Coccyzus minor
- Crotophaga ani

## Caprimulgiformes

### Caprimulgidae
- Chordeiles gundlachii

## Apodiformes

### Apodidae
- Cypseloides niger

### Trochilidae
- Eulampis jugularis
- Eulampis holosericeus
- Orthorhyncus cristatus

## Coraciiformes

### Alcedinidae
- Megaceryle alcyon
- Megaceryle torquata

## Passeriformes

### Tyrannidae
- Elaenia martinica
- Contopus latirostris
- Tyrannus dominicensis
- Myiarchus oberi

### Hirundinidae
- Progne dominicensis
- Hirundo rustica

### Mimidae
- Cinclocerthia ruficauda
- Allenia fusca
- Margarops fuscatus

### Turdidae
- Cichlherminia lherminieri

### Vireonidae
- Vireo altiloquus

### Fringillidae
- Euphonia musica

### Parulidae
- Parula americana
- Dendroica petechia
- Dendroica tigrina
- Dendroica dominica
- Dendroica discolor
- Mniotilta varia
- Setophaga ruticilla
- Protonotaria citrea
- Seiurus aurocapilla
- Seiurus noveboracensis
- Seiurus motacilla
- Wilsonia citrina

### Coerebidae
- Coereba flaveola

### Thraupidae
- Piranga olivacea

### Emberizidae
- Tiaris bicolor
- Loxigilla noctis

### Icteridae
- Quiscalus lugubris
- Icterus oberi[1]